# 590-е годы
590-е (пятьсо́т девяно́стые) го́ды по юлианскому календарю — промежуток времени с 1 января 590 года по 31 декабря 599 года, включающий 590 год 9-го десятилетия   и с 591 по 599 годы    10-го десятилетия VI века 1-го тысячелетия.  Они закончились 1426 лет назад.

## Важнейшие события
- Конец VI века — сформировались англосаксонские королевства: Кент, Уэссекс, Суссекс, Эссекс, Восточная Англия, Нортумбрия, Мерсия.
- Конец VI — начало VII века — гегемония Кента в Англии.
- Конец VI века — массовые восстания в Египте, Сирии, Палестине и на Балканах против Византии.
- Конец VI века — усиление княжества Стханешвар на севере долины реки Джамны в Северной Индии.

## События по годам

### 590 год
- 590—615 — Агилульф[1][2], король лангобардов. Лангобарды во время его правления переходят из арианства в католицизм.
- 590—604 — папа св. Григорий I (Великий или Двоеслов), один из латинских великих учителей (отцов) Церкви[3] (ок.540-604), правнук папы Феликса II (III). «Отец Церкви».
- Учреждение в Констанце (Алеманния) епископата.
- Этельберт признан правителем бриттов.
- 590 или 592 — посольство Хильдеберта II в Византию.
- Октябрь — Маврикий побывал в Анхиале, чтобы оценить ущерб.
- Дворцовый переворот в Иране и убийство Хормизда IV Его сын Хосров Парвиз оказывается пленником в руках у знати, а Бахрам Чубин провозглашает себя «царём царей».
- 590—628 — царь Ирана Хосров II Парвиз, сын Хормизда IV.
- Хосров отправился в Константинополь. Ему на помощь направлена армия во главе с братом Маврикия Феодосием.

### 591 год
- Колумбан (ок. 543 — 615) во главе группы монахов-кельтов высадился в Бретани[4].
- Битва между Хосровом и Бахрамом около Гянджи. Хосров восстанавливает свою власть только с помощью императора Маврикия, уступив за это Византии большую часть Армении до озера Ван и часть Картли до Тбилиси. Бахрам бежал в Среднюю Азию, где убит подосланными убийцами.
- Взошёл на трон Хосров II Парвиз.
- Окончание войны Византии с персами.
- Набег славян на Фракию.
- Восстановление государственности в западном Картли и в Армении.

### 592 год
- 592—596 — король Бургундии Хильдеберт II.
- Хильдеберт напал на Хлотаря II, но неудачно.
- Посольство аваров в Византию с требованием увеличения субсидий. Получен отказ.
- Война аваров с Византией. Осада Сингидона. Ромеи разбиты, командующий Приск осаждён в крепости Цурул.
- 592—628 — 33-я императрица Японии Суйко.

### 593 год
- Приск послан императором к Истру. Успехи в войне со славянами.
- На японский трон восходит императрица Суйко, первая известная женщина на японском троне (по другим данным, в 592 году).
- Кончилась гражданская война в Тюркском каганате.

### 594 год
- Папа Григорий согласился выплачивать лангобардам ежегодную дань.
- 23 августа — византийское войско в лагере у Нов. Переправа через Дунай и неудачи ромеев.
- 594 — после 602 — епископ Салоны Максим.
- Сётоку Тайси возвёл буддизм в статус государственной религии.

### 595 год
- Ок. 595 — смерть Эллы, короля Дейры в Северной Англии. Вторжение в Дейру Этельфрита, короля Берниции, Юго-Вост. Шотландия. Бегство Эдвина, сына Эллы, в Сев. Уэльс, затем под защиту короля Восточной Англии Редвальда.
- Ок. 595—616 — король Дейры и Бернисии Этельфрит.
- 595—598 — Аваро-византийская война.
- 595, весна — командующим византийскими войсками назначен Приск. Перемирие.
- 595, осень — 597, лето — перемирие аваров и Византии.
- Женитьба Мухаммада на богатой вдове Хадидже. Служил караванщиком.
- Десятичная система счисления (Индия)
- франкский король Австразии Теодеберт II
- франкский король Бургундии Теодерих II

### 596 год
- Приглашение Этельбертом, королём Кента, христианских миссионеров и начало христианизации англосаксонской Британии
- 596 (595) — смерть Хильдеберта II, короля Австразии и Бургундии. Брунегильда — регентша при своём внуке.
- 596—612 — король Австразии Теодеберт II.
- 596—613 — король Бургундии Теодорик II.
- Захват Парижа Хлотарём II, королём Нейстрии.
- Успешная война Хлотаря II против Теодеберта и Теодорика. Захват ряда территорий.
- 596—597 — интриги Фредегонды против Брунгильды.
- 596—603 — Экзарх Равенны патрикий Каллиник[5].
- Авары разгромили баваров и напали на франков и тюрингов.
- Встреча Маврикия со славянскими послами.
- Завершение строительства буддистского монастыря Асукадера в Японии

### 597 год
- Папа Григорий посылает в Англию миссию Августина.
- Августин высадился в Тенете в Кенте. 2 июня — Крещение Этельберта. Начало христианизации англосаксов. Основание архиепископства Кентерберийского.
- 597 — ок. 604 — архиепископ Кентерберийский св. Августин.
- Первое известное упоминание камнемётных машин типа требушет (по́рок) в Европе при осаде Фессалоник славянами в сочинении архиепископа Фессалоникийского Иоанна «Чудеса святого Димитрия».
- Поход византийской армии на славян за Дунай.
- Авары опустошали Далмацию.
- Король Уэссекса — Келвульф.

### 598 год
- Апрель — Ромеи Коментиола разбиты аварами на реке Янтра. Лето — Мир.
- Битва при Картраете

### 599 год
- 599/600 — Хлотарь в войне с Теодебертом и Теодориком потерял много земель.
- Коментиол и Приск, византийские полководцы, двигаются на аваров. Пять побед византийцев. Пленные авары возвращены кагану.
- Авары разбили Коментиола и подошли к Константинополю. В войске открылась эпидемия. Маврикий отправил посольство с дарами к аварам. Каган согласился на мир и предложил Маврикию выкупить 12000 пленных. Маврикий отказался. Авары перебили всех пленных. Депутаты Дунайской армии (среди них был Фока) явились в Константинополь с жалобой на Коментиола, император отказал.
- Окончательное завоевание Йемена сасанидским Ираном.

## Скончались
- Аутари, король лангобардов
- Григорий I (Патриарх Антиохийский)
- Эвагрий Схоласт
- Иоанн IV Постник
- Хильдеберт II, король Австразии и Бургундии
- Абас, католикос
- Симеон Дивногорец, христианский святой
- Леандр Севильский
- Колумба (апостол Каледонии).
- Фредегонда в Париже.